# Bryan Dechart
Bryan Dechart (nascido em 17 de Março de 1987) é um ator norte-americano e streamer do Twitch. Ele é mais conhecido por seu papel como Connor, um android investigador da polícia no jogo Detroit: Become Human. Ele também interpretou Eli Chandler na série da ABC Family, Jane by Design e em 2014, atuou no filme da Sony Pictures,The Remainig com a atriz Alexa Vega.

## Vida pessoal
Dechart nasceu em Salt Lake City, Utah e foi criado na cidade de Novi, Michigan. Ele se formou com honras na Tisch School of the Arts da Universidade de Nova Iorque, com um Bacharel em Belas Artes em Atuação. Ele estudou na Sanford Meisner Extencion, no Experimental Theater Wing, no the Viewpoints Studio, Stonestreet Studios for Film and Television e treinou Commedia dell'arte em Florença, Itália. Dechart se casou com a atriz e co-estrela Amelia Rose Blaire em 30 de junho de 2018.

## Filmografia

### Filme
| Ano  | Título                              | Papel             | Notas          |
| ---- | ----------------------------------- | ----------------- | -------------- |
| 2008 | For Your Entertainment              | Vozes de tigres   | Curta-metragem |
| 2008 | Blue Balled                         | Jovem Republicano | Curta-metragem |
| 2008 | Bar Mitzvah Season                  | Emcee             | Curta-metragem |
| 2009 | Obelisk Road                        | Calvin McManus    | Curta-metragem |
| 2009 | Tran • si • tions                   | Thomas            | Curta-metragem |
| 2009 | Three Birds with One Stone          | Herói             | Curta-metragem |
| 2010 | Children at Play                    | Jack Wolf         | Curta-metragem |
| 2010 | Step Up 3D                          | Anton             |                |
| 2010 | The Devil's Revenge                 | Dale Davish       | Voz            |
| 2010 | Eros                                | Alex              | Curta-metragem |
| 2010 | Pose                                | Boy in Bed        | Curta-metragem |
| 2010 | Fish: A Boy in a Man's Prison       | T.J. O'Rourke     | Curta-metragem |
| 2010 | 800 Pound Gorilla                   | Vincent           | Curta-metragem |
| 2011 | Robot                               | Charlie           | Curta-metragem |
| 2011 | Blown Away                          | Guido             | Curta-metragem |
| 2011 | Van Devi                            | Nick              | Curta-metragem |
| 2011 | Dreams of a Petrified Head          | Jeremy            | Curta-metragem |
| 2011 | Behind the Scene                    | Cupid Model       | Curta-metragem |
| 2012 | Things I Don't Understand           | Dan               |                |
| 2012 | Stayed For                          | Jeffrey Denison   | Curta-metragem |
| 2012 | Rockaway                            | Donovan           | Curta-metragem |
| 2012 | Patriot Girls                       | Allister          | Curta-metragem |
| 2012 | Zoo Zoos and Wham Whams             | Tim               | Curta-metragem |
| 2012 | The Pit                             | Chris             | Curta-metragem |
| 2012 | Commencement                        | Andrew            |                |
| 2013 | Awakened                            | Liam Dawson       |                |
| 2014 | 2 Br / 1 Ba                         | Joe               |                |
| 2014 | Cowgirls 'n Angels: Dakota's Summer | Taylor Chase      |                |
| 2014 | The Remaining                       | Dan Gardner       |                |
| 2015 | Roommate Wanted                     | Joe               |                |
| 2015 | As Good as You                      | Jamie             |                |
| 2018 | You'll Only Have Each Other         | Gabe              | Curta-metragem |

### Televisão
| Ano  | Título                       | Papel                | Notas                                |
| ---- | ---------------------------- | -------------------- | ------------------------------------ |
| 2009 | Guiding Light                | Brian                | 1 episódio                           |
| 2009 | Z Rock                       | Carterer             | 1 episódio                           |
| 2010 | Law & Order: Criminal Intent | Jovem John Silvestri | Episódio: "Love on Ice"              |
| 2010 | Celebrity Ghost Stories      | Michael Urie         | 1 episódio                           |
| 2011 | Blue Bloods                  | Fotógrafo            | Não creditado Episódio: "Dedication" |
| 2012 | Jane by Design               | Eli Chandler         | 8 episódio                           |
| 2013 | Switched at Birth            | Graham               | Episódio: "Ecce Mono"                |
| 2013 | Beauty and the Beast         | Aaron Keller         | Episódio: "Hothead"                  |
| 2014 | True Blood                   | Dave                 | Episódio: "Death Is Not The End"     |

### Jogos eletrônicos
| Ano  | Título                | Papel          | Notas                      |
| ---- | --------------------- | -------------- | -------------------------- |
| 2016 | Mafia III             | Vários         | Não-creditado              |
| 2018 | Detroit: Become Human | Connor         | Voz e captura de movimento |
| 2018 | Red Dead Redemption 2 | Pedestre local |                            |

## Prêmios
| Ano  | Prêmio                 | Categoria | Trabalho | Resultado | Ref         |
| ---- | ---------------------- | --- | --- | --------- | ----------- |
| 2018 | Golden Joystick Awards | Best New Streamer/Broadcaster (shared with Amelia Rose Blaire) (Melhor Streamer Novo/Locutor (compartilhado com Amelia Rose Blaire)) | Best New Streamer/Broadcaster (shared with Amelia Rose Blaire) (Melhor Streamer Novo/Locutor (compartilhado com Amelia Rose Blaire)) | Venceu    | [ 8 ] [ 9 ] |
| 2018 | Golden Joystick Awards | Best Performance (Melhor Interpretação)                                                                                              | Detroit: Become Human | Venceu    | [ 8 ] [ 9 ] |
| 2018 | The Game Awards 2018   | Best Performance (Melhor Interpretação)                                                                                              | Detroit: Become Human | Indicado  | [ 10 ]      |